# 2023년 12월
| 2023년: 1월 · 2월 · 3월 · 4월 · 5월 · 6월 · 7월 · 8월 · 9월 · 10월 · 11월 · 12월 |

| \| 2023년 12월 1일 (금요일) \| \| 편집 \| |  |      |
| 법과 범죄 - 미국의 연방 대법원 대법관을 지낸 샌드라 데이 오코너가 사망하였다. 오코너는 1789년 미국 연방 대법원이 세워진 이후 여성 중 처음으로 대법관에 임명되어 24년 4개월 동안 재직하였다. 로널드 레이건 대통령 재임시 임명되었으며, 조지 W 부시 대통령 임기 중인 2005년 7월 1일 사임 의사를 표명하고 후임자 새뮤얼 알리토가 대법관에 취임하면서 대법관직에서 물러났다. |  |      |
| 2023년 12월 1일 (금요일) |  | 편집 |

| 2023년 12월 1일 (금요일) |  | 편집 |

| \| 2023년 12월 2일 (토요일) \| \| 편집 \| |  |      |
| 사고와 재해 - 2023년 12월 민다나오 지진: 필리핀 민다나오섬 동부 해역에서 모멘트 규모 7.6의 지진이 발생하였다. 지진으로 인하여 최소 3명이 죽고 12명이 다쳤으며, 9명이 실종되었다. 스포츠 - 대한민국의 프로축구단 수원 삼성 블루윙즈의 2부 리그 강등이 확정되었다. 1995년 창단 이래 줄곧 1부 리그(K리그1)에서 활동하였으나, 2024년 처음으로 2부 리그인 K리그2를 뛰게 되었다. |  |      |
| 2023년 12월 2일 (토요일) |  | 편집 |

| 2023년 12월 2일 (토요일) |  | 편집 |

| \| 2023년 12월 3일 (일요일) \| \| 편집 \| |  |      |
|                                           |  |      |
| 2023년 12월 3일 (일요일)                  |  | 편집 |

| 2023년 12월 3일 (일요일) |  | 편집 |

| \| 2023년 12월 4일 (월요일) \| \| 편집 \| |  |      |
| 과학과 기술 - 서울시가 세계 최초로 '심야 자율주행 버스'를 도입하였다. 합정역에서 동대문역 구간 중앙차로를 순환하는 방식으로 평일(월~금) 밤 11시 30분 ~ 익일 새벽5시 10분까지 두 대를 운행한다. 군사 - 방위사업청 주관 제157회 방위사업추진위원회에서 공군이 사용할 대형수송기 2차 사업(2022~2026) 기종으로 브라질의 엠브라에르 C-390 밀레니엄이 선정되었다. 차기 전투기(F-X) 2차 사업 기종으로는 록히드 마틴의 F-35 라이트닝 II가 선정되었고 이번 의결로 기존의 40대에 이어 20대를 추가 도입할 예정이다. |  |      |
| 2023년 12월 4일 (월요일) |  | 편집 |

| 2023년 12월 4일 (월요일) |  | 편집 |

| \| 2023년 12월 5일 (화요일) \| \| 편집 \| |  |      |
|                                           |  |      |
| 2023년 12월 5일 (화요일)                  |  | 편집 |

| 2023년 12월 5일 (화요일) |  | 편집 |

| \| 2023년 12월 6일 (수요일) \| \| 편집 \| |  |      |
| 경제와 비즈니스 - 비디오 스트리밍 서비스 업체인 트위치가 한국 시간 기준 2024년 2월 27일 대한민국에서 서비스 운영을 종료한다고 밝혔다. 과학과 기술 - 실물 현금인출카드 없이도 모바일 뱅킹 앱 등의 QR 코드를 활용해 국내 17개 은행 ATM기기에서 입출금을 할 수 있게 되었다. |  |      |
| 2023년 12월 6일 (수요일) |  | 편집 |

| 2023년 12월 6일 (수요일) |  | 편집 |

| \| 2023년 12월 7일 (목요일) \| \| 편집 \|                                                                                    |  |      |
| 문화와 예술 - 더 게임 어워즈 2023에서 벨기에의 게임 디자이너 스벤 빙커의 발더스 게이트 3가 올해의 게임(GOTY)으로 선정되었다. |  |      |
| 2023년 12월 7일 (목요일) |  | 편집 |

| 2023년 12월 7일 (목요일) |  | 편집 |

| \| 2023년 12월 8일 (금요일) \| \| 편집 \| |  |      |
|                                           |  |      |
| 2023년 12월 8일 (금요일)                  |  | 편집 |

| 2023년 12월 8일 (금요일) |  | 편집 |

| \| 2023년 12월 9일 (토요일) \| \| 편집 \| |  |      |
| 스포츠 - 메이저 리그 베이스볼(MLB)에서 활동 중인 오타니 쇼헤이가 10년간 7억 달러를 받는 조건으로 로스앤젤레스 다저스(LA 다저스)로 이적하였다. 계약서에는 6억 8,000만 달러(전체 금액 중 약 97.14%)를 계약이 종료되는 2034년부터 2043년까지 무이자로 나눠 받는 지급 유예(Deferred Compensation) 내용이 포함된 것으로 알려졌다. 오타니는 2013년 MLB로 진출해 6시즌을 로스앤젤레스 에인절스(LAA)에서 활약하고 자유계약선수(FA) 자격을 얻었다. |  |      |
| 2023년 12월 9일 (토요일) |  | 편집 |

| 2023년 12월 9일 (토요일) |  | 편집 |

| \| 2023년 12월 10일 (일요일) \| \| 편집 \| |  |      |
|                                            |  |      |
| 2023년 12월 10일 (일요일)                  |  | 편집 |

| 2023년 12월 10일 (일요일) |  | 편집 |

| \| 2023년 12월 11일 (월요일) \| \| 편집 \| |  |      |
|                                            |  |      |
| 2023년 12월 11일 (월요일)                  |  | 편집 |

| 2023년 12월 11일 (월요일) |  | 편집 |

| \| 2023년 12월 12일 (화요일) \| \| 편집 \|                                 |  |      |
| 문화와 예술 - 대종상 개최권을 가진 한국영화인총연합회의 파산이 선고되었다. |  |      |
| 2023년 12월 12일 (화요일)                                                  |  | 편집 |

| 2023년 12월 12일 (화요일) |  | 편집 |

| \| 2023년 12월 13일 (수요일) \| \| 편집 \| |  |      |
| 정치와 선거 - 지난 10월에 실시된 2023년 폴란드 총선거의 결과로 도날트 투스크가 폴란드의 제18대 총리로 취임하였다. - 대한민국의 여당인 국민의힘 제2대 당대표인 김기현 당대표가 사퇴하였다. 2023년 3월 국민의힘 제3차 전당대회에서 당선된 이후 9개월이 조금 지난 시점이다. 김 대표는 사퇴 전 이준석 초대 당대표와 회동한 것으로 알려졌다. |  |      |
| 2023년 12월 13일 (수요일) |  | 편집 |

| 2023년 12월 13일 (수요일) |  | 편집 |

| \| 2023년 12월 14일 (목요일) \| \| 편집 \| |  |      |
| 사고와 재해 - 중화인민공화국 베이징 지하철 창핑선에서 열차가 추돌·분리되는 사고가 발생, 최소 30명 이상이 부상을 입었다. 사고 전날 베이징 일대에 내린 큰 눈이 사고 원인으로 추정되었다. |  |      |
| 2023년 12월 14일 (목요일) |  | 편집 |

| 2023년 12월 14일 (목요일) |  | 편집 |

| \| 2023년 12월 15일 (금요일) \| \| 편집 \| |  |      |
|                                            |  |      |
| 2023년 12월 15일 (금요일)                  |  | 편집 |

| 2023년 12월 15일 (금요일) |  | 편집 |

| \| 2023년 12월 16일 (토요일) \| \| 편집 \|                                                      |  |      |
| 정치와 선거 - 쿠웨이트의 군주(에미르) 나와프 알아흐마드 알자베르 알사바가 향년 86세로 사망했다. |  |      |
| 2023년 12월 16일 (토요일)                                                                       |  | 편집 |

| 2023년 12월 16일 (토요일) |  | 편집 |

| \| 2023년 12월 17일 (일요일) \| \| 편집 \| |  |      |
|                                            |  |      |
| 2023년 12월 17일 (일요일)                  |  | 편집 |

| 2023년 12월 17일 (일요일) |  | 편집 |

| \| 2023년 12월 18일 (월요일) \| \| 편집 \|                                                                                             |  |      |
| 사고와 재해 - 중화인민공화국 간쑤성 린샤 후이족 자치주의 지스산 지역에서 강한 지진이 발생, 최소 86명이 죽고 96명 이상이 부상을 입었다. |  |      |
| 2023년 12월 18일 (월요일) |  | 편집 |

| 2023년 12월 18일 (월요일) |  | 편집 |

| \| 2023년 12월 19일 (화요일) \| \| 편집 \|                                                   |  |      |
| 정치와 선거 - 대한민국 국회에서 6조원 예산의 철도지하화 특별법이 교통법안 소위를 통과하였다. |  |      |
| 2023년 12월 19일 (화요일)                                                                    |  | 편집 |

| 2023년 12월 19일 (화요일) |  | 편집 |

| \| 2023년 12월 20일 (수요일) \| \| 편집 \| |  |      |
|                                            |  |      |
| 2023년 12월 20일 (수요일)                  |  | 편집 |

| 2023년 12월 20일 (수요일) |  | 편집 |

| \| 2023년 12월 21일 (목요일) \| \| 편집 \| |  |      |
| 정치와 선거 - 대한민국 한동훈 법무부 장관이 장관직에서 사퇴하였다. 한동훈 장관은 국민의힘 비상대책위원장으로 내정된 것으로 알려졌다. 국민의힘은 김기현 당대표가 사퇴한 이후, 윤재옥 원내대표가 권한대행을 맡은 상태이다. 종교 - 프란치스코 교황이 '사제들의 동성 커플에 대한 축복을 허용'하는 내용이 담긴 교황청 문서를 승인하였다. |  |      |
| 2023년 12월 21일 (목요일) |  | 편집 |

| 2023년 12월 21일 (목요일) |  | 편집 |

| \| 2023년 12월 22일 (금요일) \| \| 편집 \| |  |      |
|                                            |  |      |
| 2023년 12월 22일 (금요일)                  |  | 편집 |

| 2023년 12월 22일 (금요일) |  | 편집 |

| \| 2023년 12월 23일 (토요일) \| \| 편집 \| |  |      |
|                                            |  |      |
| 2023년 12월 23일 (토요일)                  |  | 편집 |

| 2023년 12월 23일 (토요일) |  | 편집 |

| \| 2023년 12월 24일 (일요일) \| \| 편집 \| |  |      |
|                                            |  |      |
| 2023년 12월 24일 (일요일)                  |  | 편집 |

| 2023년 12월 24일 (일요일) |  | 편집 |

| \| 2023년 12월 25일 (월요일) \| \| 편집 \| |  |      |
|                                            |  |      |
| 2023년 12월 25일 (월요일)                  |  | 편집 |

| 2023년 12월 25일 (월요일) |  | 편집 |

| \| 2023년 12월 26일 (화요일) \| \| 편집 \| |  |      |
|                                            |  |      |
| 2023년 12월 26일 (화요일)                  |  | 편집 |

| 2023년 12월 26일 (화요일) |  | 편집 |

| \| 2023년 12월 27일 (수요일) \| \| 편집 \|                                                              |  |      |
| 정치와 선거 - 대한민국 이준석 국민의힘 초대 당대표(2021. 6.~2022. 8.)가 탈당 및 신당 창당을 선언하였다. |  |      |
| 2023년 12월 27일 (수요일)                                                                               |  | 편집 |

| 2023년 12월 27일 (수요일) |  | 편집 |

| \| 2023년 12월 28일 (목요일) \| \| 편집 \| |  |      |
|                                            |  |      |
| 2023년 12월 28일 (목요일)                  |  | 편집 |

| 2023년 12월 28일 (목요일) |  | 편집 |

| \| 2023년 12월 29일 (금요일) \| \| 편집 \| |  |      |
| 법과 범죄 - 대한민국 윤석열 대통령의 검찰총장 재임 중 받았던 징계 취소 청구 소송 항소심의 '위법하다는 판결'에 대하여 법무부가 상고를 포기하기로 하였다. 징계 취소 소송의 경과는 다음과 같다. 2020년 11월 윤석열 검찰총장이 징계(정직 2개월) 취소 소송을 제기하였다. 2021년 10월 1심은 징계 절차와 사유가 타당하다고 판결하였다. 이후 2022년 3월, 제20대 대선에서 윤석열 국민의힘 후보자가 대통령으로 당선, 5월부터 임기를 시작하였다. 2022년 6월에는 1심에서 이긴 변호사들이 법무부(한동훈 장관)에 의하여 해임되거나 관련하여 사임하였으며, 7월에는 정부법무공단이 대리인으로 선임되었다. 항소심(2심) 재판부는 지난 2023년 12월 19일, 절차가 위법하다고 보았으며, 징계 사유는 판단치 않았다. |  |      |
| 2023년 12월 29일 (금요일) |  | 편집 |

| 2023년 12월 29일 (금요일) |  | 편집 |

| \| 2023년 12월 30일 (토요일) \| \| 편집 \| |  |      |
|                                            |  |      |
| 2023년 12월 30일 (토요일)                  |  | 편집 |

| 2023년 12월 30일 (토요일) |  | 편집 |

| \| 2023년 12월 31일 (일요일) \| \| 편집 \| |  |      |
|                                            |  |      |
| 2023년 12월 31일 (일요일)                  |  | 편집 |

| 2023년 12월 31일 (일요일) |  | 편집 |

| <          | 2023년 12월 | 2023년 12월 | 2023년 12월  | 2023년 12월 | 2023년 12월  | >          |
| 일         | 월          | 화          | 수           | 목          | 금           | 토         |
|            |             |             |              |             | 1 10.19 계사 | 2 20 갑오  |
| 3 21 을미  | 4 22 병신   | 5 23 정유   | 6 24 무술    | 7 25 기해   | 8 26 경자    | 9 27 신축  |
| 10 28 임인 | 11 29 계묘  | 12 30 갑진  | 13 11.1 을사 | 14 2 병오   | 15 3 정미    | 16 4 무신  |
| 17 5 기유  | 18 6 경술   | 19 7 신해   | 20 8 임자    | 21 9 계축   | 22 10 갑인   | 23 11 을묘 |
| 24 12 병진 | 25 13 정사  | 26 14 무오  | 27 15 기미   | 28 16 경신  | 29 17 신유   | 30 18 임술 |
| 31 19 계해 |             |             |              |             |              |            |

| - 2023년 - 11월 - 12월 - 2024년 - 1월 편집하기 |